# Smålands Allehanda
Smålands Allehanda var en dagstidning, som utgavs i Jönköping 1879–1974.  
Redan 1884 gick Jönköpings tidning upp i Smålands Allehanda. Från den 1 november 1962 utgavs Smålands Allehanda som högerförankrad avläggare till den folkpartistiska Jönköpings-Posten. År 1974 sammanlades Smålands Allehanda med Jönköpings-Posten.

## Ansvariga utgivare[1][2]
- 1879–1883 – Carl Gustaf Otto Kristian Wrangel
- 1899–1904 – Hjalmar Gustaf Sjöstrand
- 1904–1906 – Anders Marino
- 1906–1915 – Hjalmar Sjöstrand
- 1915–1944 – Frans Leonard Bäckström (1882–1954)[3]
- 1944–1958 – Ernst Gösta Ekberg (1911–1984)[3]
- 1958–1962 – Karl Helmer Asp
- 1962–1968 – Alf Bernhard Huus (född 1926)
- 1968–1973 – Lennart Halldorf (1923–1991)[3]